# And the Wiener Is...
And the Wiener Is... е петият епизод от третия сезон на американския сериал „Семейният тип“.

## Сюжет
Когато Питър и Крис са в сауна, Питър открива, че сина му има по-голям пенис. Той се ядосва и иска да си върне мъжествеността. Отиват с Крис на лов. Там мечка ги вижда и се опитва да ги изяде. Крис спасява баща си и себе си.
Мег иска да е мажоретка, но я избират само да вее знамето на училището. Докато развява знамето, другите ученици изстрелват месо върху нея. След това Луис казва на Мег да пробва да се държи мило с тях. Те я поканват на рождения ден на Кони Д'Амико. Планът на Луис проработва. Тя иска заедно с Мег да им отвърнат. Дава на Мег да скрие бомба. Мег се отказва. Тя и Дъг отиват да се целунат в килера. Мег си затваря очите и Дъг и дава прасе да целуне. Всичките деца я снимат как се е целунала с прасето. Въпреки това Луис има заден план. Тя накара Куегмайър да изнасили Кони.

## В ролите[1]
- Сет Макфарлън като Питър Грифин, Стюи Грифин, Браян Грифин и Глен Куегмайър
- Алекс Борстейн като Луис Грифин
- Сет Грийн като Крис Грифин и Нийл Голдман
- Мила Кунис като Мег Грифин
- Майк Хенри като Кливланд Браун
- Дженифър Тили като Бони Суансън
- Рейчъл Макфарлън като мажоретка
- Тара Стронг като мажоретка
- Патрик Дъфи като продавача на коли

## История на излъчване[2]
| Държава | Дата               |
| ------- | ------------------ |
| САЩ     | 8 август 2001 г.   |
| Унгария | 3 февруари 2009 г. |

## Култура
- Сцената, в която Кони и приятелителите ѝ изстрелват месо по Мег е вдъхновена от книгата Кери на Стивън Кинг.
- В епизода Стюи пее песента „Rocket Man (I Think It's Going to Be a Long, Long Time)“ на Елтън Джон.
- Когато Питър вхърляше CD-та и ги стреляше, той вхърли албума „The Velvet Rope“ на Джанет Джаксън.

## Критика
Епизодът е критикуван, че е най-лошият епизод на „Семейният тип“.